# Zakoni za orožje v Franciji
Razvrstitev strelnega orožja v Franciji je od septembra 2015 klasifikacija poenostavljena v štiri kategorije.

## Kategorije
Kategorija A: strelno orožje je omejeno na kazenski pregon, ki ga civilisti ne morejo imeti. Vključuje orožje, prikrito kot drugi predmeti, izbernao strelno orožje, strelno orožje kalibra nad 20 mm, pištole z zmogljivostjo dodatnega nabojnika, večje od 20 nabojev, puške in puške z zmogljivostjo več kot 31 nabojev.
Kategorija B: pištole z zmogljivostjo 20 nabojev ali manj, ročno delovanje dolgih pištol z zmogljivostjo med 11 in 31 nabojev, polavtomatskih dolgih pištol z zmogljivostjo med 3 in 31 nabojev. Vključuje tudi vsako strelno orožje, prirejeno za naslednje kalibre: 7,62 × 39 mm; 5,56 × 45 mm Nato; 5,45 × 39 mm; .50 BMG; 14,5 × 114mm.
Kategorija C: ročno upravljanje dolgih pištol z zmogljivostjo 11 nabojev ali manj, polavtomatskih dolgih pištol z zmogljivostjo treh nabojev ali manj.
Kategorija D: Plinski razpršilec, prazne pištole, pištole črnega smodnika, neizpravne pištole.
Posamezniki ne morejo imeti več kot 12 strelnih orožij na osrednjem območju in ne morejo imeti več kot 10 nabojnikov ali 1000 nabojev na strelno orožje.

## Lastništvo in pogoji nakupa
Kategorija D od lastnika zahteva, da je starejši od 18 let (z izjemo paintball in zračnih pištol, ki jih lahko pridobijo mladoletniki).
Kategorija C od lastnika zahteva, da je starejši od 18 let, ima dovoljenje za lov ali je povezan s streljanjem in ima zdravniško potrdilo.
Kategorija B od lastnika zahteva, da je starejši od 18 let, da je povezan s streljanjem, da se udeležili vsaj 3 streljanj z inštruktorjem in imela zdravniško potrdilo. Strelec nato prejme 5-letno dovoljenje za nakup in lastništvo strelnega orožja kategorije B (in torej strelnega orožja kategorije C, ker so povezani s streljanjem). Strelec med 16. in 18. letom lahko poseduje strelno orožje kategorije B, če sodelujejo na mednarodnih tekmovanjih.
Noben civilni prevoznik ne sme nositi nobenega orožja kategorije A. Posebni obrazec omogoča civilistu, da zaprosi za dovoljenje za 1 leto, ki jim omogoča pištolo in največ 50 nabojev, če so "izpostavljena izjemna tveganja za njihovo življenje ". V praksi so take registracije redke.
Od napadov v Parizu novembra 2015 je policistom dovoljeno prenašati svoje strelno orožje, medtem ko niso v službi.